# Echinops sphaerocephalus
Echinops sphaerocephalus é uma planta do género Echinops, da família Asteraceae. Muito comum nas regiões montanhosas do sul de França e Europa meridional e central.
É uma planta vivaz com caule erecto de 50–100 cm de altura. Com folhas de cor verde, lobuladas, serradas e con espinhos. As flores terminais possuem a forma de esfera e são de cor azul acizentado.